# Trnavska Baluga
Trnavska Baluga (izvirno srbsko Балуга (Трнавска)) je naselje v Srbiji, ki upravno spada pod Občino Čačak; slednja pa je del Moraviškega upravnega okraja.

## Demografija
V naselju, katerega izvirno (srbsko-cirilično) ime je Балуга (Трнавска), živi 594 polnoletnih prebivalcev, pri čemer je njihova povprečna starost 40,8 let (39,2 pri moških in 42,4 pri ženskah). Naselje ima 217 gospodinjstev, pri čemer je povprečno število članov na gospodinjstvo 3,38.
To naselje je, glede na rezultate popisa iz leta 2002, večinoma srbsko.
|  |

| Demografija | Demografija     | Demografija     |
| Leto        | Št. prebivalcev | Št. prebivalcev |
| ----------- | --------------- | --------------- |
|             |                 |                 |
|             |                 |                 |
|             |                 |                 |
|             |                 |                 |
| 1948        | 512             |                 |
| 1953        | 542             |                 |
| 1961        | 649             |                 |
| 1971        | 697             |                 |
| 1981        | 732             |                 |
| 1991        | 782             | 769             |
| 2002        | 749             | 733             |
|             |                 |                 |

| Etnična sestava po popisu iz leta 2002 | Etnična sestava po popisu iz leta 2002 | Etnična sestava po popisu iz leta 2002 | Etnična sestava po popisu iz leta 2002 | Etnična sestava po popisu iz leta 2002 |
| -------------------------------------- | -------------------------------------- | -------------------------------------- | -------------------------------------- | -------------------------------------- |
| Srbi                                   | Srbi                                   |                                        | 731                                    | 99,72%                                 |
| Neznano                                | Neznano                                |                                        | 1                                      | 0,13%                                  |